# Hashdex
A Hashdex é uma fintech especializada na gestão de ativos, fundada em 2018 no Rio de Janeiro (RJ).  Sua principal atividade é oferecer ao mercado financeiro tradicional uma forma de investir em diferentes criptomoedas, como Bitcoin, Ether e Ripple, por meio de veículos de investimentos regulados ou fundo de investimento. 
Seu primeiro produto foi um índice, o HDAI – Hashdex Digital Assets Index.  Ele foi construído para replicar a performance do mercado de cripto como um todo, acompanhando aquelas moedas virtuais que representam parcelas significativas do mercado. A escolha das criptos que fazem parte do índice e a porcentagem que elas representam na composição deste não é feita com base em opiniões, mas sim seguindo uma longa série de critérios rigorosos de análise. 
A Hashdex começou a distribuir seus fundos no Brasil em julho de 2019 e hoje está nas principais plataformas de investimentos do Brasil. Foi o primeiro fundo de cripto da XP Investimentos  e do BTG Pactual digital. Está também presente na Easynvest, Genial Investimentos, Guide, modalmais e Órama.

## História
A empresa foi fundada em 2018, no Rio de Janeiro (RJ), por Marcelo Sampaio, Bruno Caratori e Thiago Costa com recursos de investidores de venture capital do Vale do Silício (EUA). A missão, ao fundar a fintech, foi facilitar o acesso do mercado financeiro tradicional ao mundo de criptomoedas, oferecendo isso em formatos já familiares para o mercado financeiro tradicional: por meio de investimentos em fundos e índice. 
Marcelo Sampaio, presidente da Hashdex, começou a se envolver com o mundo de cripto em 2011, apenas dois anos depois do surgimento do Bitcoin (primeiro uso de tecnologia blockchain que ganhou visibilidade). Posteriormente, com o surgimento de outros projetos além do Bitcoin fazendo uso dessa tecnologia, Marcelo percebeu que as criptos associadas aos projetos desenvolvidos em blockchain se valorizariam com o tempo, já que usavam de tecnologia nova para resolver problemas em escala global. 
Como Marcelo veio da indústria de software – foi executivo da Microsoft e da Oracle –, e já tinha histórico em investimentos de venture capital – tendo investido em mais de 50 empresas até então - entendeu cedo que cripto se tratava de um fenômeno de quebra de paradigmas, que certamente transformaria mercados e estruturas.
Quando em 2017 o mercado de cripto se difundiu, ganhando as manchetes dos jornais pelo mundo, Marcelo teve claro que o conceito de redes incentivadas proposto pela tecnologia blockchain tinha vindo para ficar e seria uma questão de tempo até que alguns dos melhores projetos desenvolvidos a partir dela encontrassem o caminho até o valor. 
Similar à bolha da Nasdaq no início dos anos 2000, de um mar de projetos sem sentido ou valor, sobrariam apenas os “Googles” e “Amazons”. Com isso em mente, Marcelo fundou, em fevereiro de 2018, a Hashdex, gestora de recursos criada para dar acesso ao mundo de cripto da forma que ele e seus sócios consideravam “certa”, ou seja, com regulação, segurança, simplicidade, visando diversificar a carteira de investimento por meio de produtos que investidores do mercado financeiro tradicional já estavam acostumados a comprar.
A Hashdex foi criada para resolver uma dor do próprio fundador, Marcelo Sampaio, – e de milhões de pessoas que, assim como ele, queriam se proteger do alto grau de imprevisibilidade desse mercado, mas que acreditam no seu futuro.

### Fundadores
Marcelo Sampaio é o Presidente da empresa, e já trabalhou em companhias como Microsoft, Oracle e Endless (foi um dos fundadores), é formado em Engenharia de Produção pela PUC Rio, e cursou os programas de liderança da escola de negócios da Harvard Business School e de gestão da Insead. 
Bruno Caratori é o Diretor de Operações e de Gestão da Hashdex e tem passagem por empresas como a Edmodo, rede social global de educação, onde trabalhou por cinco anos após ter concluído seu MBA na Universidade de Stanford na Califórnia. Antes disso, Bruno respondeu pela área de risco da Gávea Investimentos e trabalhou também na RiskControl, uma empresa de software para o mercado financeiro adquirida pela Accenture em 2010. Além do MBA em Stanford, Bruno é mestre em Economia Empresarial pela EPGE/FGV e é formado em Engenharia Elétrica pela PUC-Rio. 

## Regulação
A empresa é regulada pela CVM , principal autarquia do governo brasileiro responsável por fiscalizar o mercado financeiro nacional, e também pela SEC , órgão equivalente à CVM nos Estados Unidos, e pela CIMA, nas Ilhas Cayman . Além disso, a Hashdex segue o código de autorregulação da ANBIMA. 
O mercado de criptomoedas começou a ganhar espaço a partir de 2008, ano em que foi publicado o primeiro paper sobre o Bitcoin. Desde então surgiram no Brasil e no mundo inúmeras empresas que atuam no segmento de criptomoedas, mercado até então inexistente. Em razão da natureza tecnológica deste setor, da novidade que ele representa e por ser tão recente, há grande dificuldade por parte dos órgãos fiscalizadores dos mercados financeiros em criar regras para organizá-lo. Além disso, é difícil por parte da sociedade discernir as empresas sérias e íntegras daquelas que se aproveitam da novidade representada pelas criptomoedas para dar golpes financeiros em usuários. Por isso, é comum encontrar na mídia casos de fraude envolvendo este mercado. 
Hoje, em diversos países, dentre eles o Brasil, os órgãos fiscalizadores do mercado financeiro já passaram a regular a atividade de empresas sérias que atuam no segmento e a criar listas de empresas fraudulentas para auxiliar os usuários a evitar problemas. Quem faz isso no Brasil é a CVM, Comissão de Valores Mobiliários.  Há também portais especializados em criptomoedas que fazem um esforço para ajudar os investidores de cripto a não cair em golpes, criando listas de empresas que não são confiáveis, como a BlackList do 99 Cripto. 

## Tese
A tese de investimento da Hashdex é que a tecnologia blockchain está em crescente adoção no mundo devido a sua capacidade de resolver problemas até então sem solução e que, portanto, com o tempo, ganhará cada vez mais adoção e valor. Por conseguinte, as criptos, que são o sistema de incentivo utilizado como combustível para que a tecnologia blockchain funcione em escala, também passarão a valer mais. Em suma, a tese é que, quem comprar criptos agora, momento inicial dessa tecnologia, provavelmente participará de uma curva ascendente de valorização destes ativos caso seus respectivos projetos desenvolvidos em blockchain sejam popularizados e passem a ser utilizados por mais usuários. 
Para entender melhor o conceito de valorização das criptos, podemos pensar no caso real do Bitcoin. Quem adquiriu um bitcoin em 2009, ano em que essa blockchain começou a operar, o comprou por cerca de USD $0,34. Com os anos, o Bitcoin ganhou fama, passou a ser mais utilizado e visto como um projeto repleto de potencial e ganhou valor. Em fevereiro de 2020, uma cripto da rede Bitcoin (o BTC) estava valendo quase US$ 10.000,00, embora com grande oscilação de preço. 

## Produtos
A principal inovação desenvolvida pela Hashdex é o índice dinâmico de criptomoedas: o Hashdex Digital Assets Index (HDAI). A partir do índice, foram criados fundos de investimento oferecidos pela Hashdex, que replicam o índice HDAI em diferentes proporções. São estes: Hashdex Criptoativos Discovery FIC FIM, Hashdex Criptoativos Explorer FIC FIM e Hashdex Criptoativos Voyager FIM IE. 
Seu primeiro fundo lançado no Brasil, em julho de 2019, foi o Hashdex Digital Assets Discovery FIC FIM (hoje chamado Hashdex Criptoativos Discovery FIC FIM). No mesmo mês, a Hashdex lançou o Hashdex Digital Assets Voyager FIM IE (hoje chamado Hashdex Criptoativos Voyager FIM IE). E, em dezembro de 2019, a Hashdex lançou seu terceiro fundo: o Hashdex Criptoativos Explorer FIC FIM. Todos esses fundos investem, em maior ou menor proporção, nos criptoativos do índice HDAI.

### Índice HDAI
O HDAI (Hashdex Digital Assets Index) foi desenvolvido pela empresa e tem como objetivo representar o mercado mundial de criptos. Os princípios que guiam a metodologia de desenvolvimento e funcionamento do HDAI são:
- Adaptabilidade: oferecer uma metodologia baseada em regras, que seja capaz de ajustar dinamicamente a composição do índice ao longo do tempo. Isto garante que o HDAI reflita de forma fiel o mercado de criptoativos à medida que este muda ao longo do tempo.

- Representatividade: incluir criptos que representem uma parcela substancial da classe de ativos digitais em termos de valor de mercado e que alcancem um percentual de representação mínimo.

- Replicabilidade: utilizar regras objetivas e critérios rigorosos de seleção, como padrões de custódia institucional, que permitam que o HDAI seja replicado por fundos e outros produtos de investimento.

Quando a Hashdex foi criada, não havia no mercado um índice alinhado com a visão da empresa de que esse mercado iria se desenvolver muito e de forma rápida. Além disso, não existia um índice que priorizasse a segurança dos veículos que o utilizassem. Por isso foi criado o Hashdex Digital Assets Index (ˆHDAI). 
Com a ideia do índice, a Hashdex rodou o mundo em busca de especialistas e encontrou um dos maiores conhecedores em índices a três quarteirões do seu escritório, no Rio de Janeiro: Axel Simonsen, PhD em Economia pela Universidade de Princeton, especializado em construção de índices financeiros. Axel desenvolveu o índice HDAI em conjunto a Steve Koshansky, que foi aluno de um MBA no MIT e liderava a iniciativa de cripto na MIT Sloan.
O HDAI é divulgado pela Nasdaq desde julho de 2019. Ele é um índice dinâmico, reconstituído e rebalanceado a cada 90 dias, pois precisa se adaptar a esse dinamismo para representar o mercado de cripto com fidelidade no presente e no futuro.
As criptos que integram o índice são sujeitas a critérios rigorosos. Em fevereiro de 2020 o HDAI possuía 13 ativos (esse número pode mudar a cada recalibragem), cada um com percentuais distintos, que variam de acordo com a representatividade das moedas no mercado.
A metodologia do HDAI é composta por regras estritas e rigorosas para adicionar ou excluir ativos do índice, com o objetivo de garantir o máximo de segurança aos investidores. O primeiro deles é a escolha das bolsas elegíveis. São definidos critérios objetivos para credenciar as dezenas de bolsas de cripto que existem no mundo – como, por exemplo, volume de negociação, se é regulada ou auto-regulada, se tem ou não processos de know your customer e de prevenção de lavagem de dinheiro, se tem fundadores credíveis etc. As bolsas são reexaminadas anualmente e de dezenas sobram apenas algumas (na última seleção foram 9). A partir daí é considerado o universo de ativos negociados nessas 9 bolsas. Na última versão sobraram 232 ativos.
O primeiro funil define como universo elegível todos os ativos negociados em uma das 9 bolsas consideradas na metodologia, mas elimina aqueles sem custódia institucional. As bolsas e os custodiantes mais relevantes do mercado são avaliados anualmente por critérios técnicos definidos na metodologia do índice. Somente aqueles que apresentam altos padrões de segurança, governança, regulação, certificação, integridade dos sistemas e processos etc são selecionados pela metodologia. Atualmente o índice trabalha com 9 bolsas e 3 custodiantes. Outra regra básica de elegibilidade é que o ativo precisa ter seu preço flutuando livremente ao invés de estar preso ao preço de outros ativos. Ao todo, em torno de 60 ativos compõem o universo elegível. 
A partir desse universo, é aplicado um filtro de liquidez: somente ativos com pelo menos US$ 4 milhões de volume médio diário podem entrar no índice. Essa regra é importante pois garante que um fundo consegue replicar o índice sem movimentar o mercado indevidamente. Por último, existe um critério de relevância, que elimina ativos que representam menos de 0,25% do mercado elegível, simplificando a carteira e reduzindo riscos operacionais para os fundos. 
Entre as criptos que integravam o índice HDAI em março de 2020 estão: bitcoin, Ether (da rede Ethereum), XRP (Ripple), bitcoin cash, bitcoin SV, litecoin, EOS, binance coin, tezos, stellar lumens, chainlink, TRON, dash, ethereum classic e NEO. A lista atualizada é mantida no site da empresa. 

### Hashdex Digital Assets Index Fund (HDAIF)
Depois da construção do Hashdex Digital Assets Index (HDAI), a Hashdex lançou em setembro de 2018, seu primeiro fundo offshore (fundo fora do país), o Hashdex Digital Assets Index Fund (HDAIF). Trata-se de um fundo passivo desenvolvido para oferecer a investidores exposição ampla ao mercado de ativos digitais, replicando o índice HDAI (Hashdex Digital Assets Index). Ao perseguir um índice que foi projetado para representar dinamicamente o mercado de ativos digitais, o fundo é capaz de oferecer uma exposição diversificada a um mercado que está mudando rapidamente.

### Hashdex Criptoativos Voyager
Este fundo aplica até 100% de seus recursos em ativos financeiros emitidos no exterior - em cotas do Hashdex Digital Assets Index Fund (HDAIF). Se for menos de 100%, de acordo com o momento do mercado, o restante é aplicado em ativos de alta liquidez atrelados a índices flutuantes, como LFT, compromissadas, casadas, entre outros com retornos similares ao CDI. Por exemplo, se uma pessoa investir R$ 100.000 (investimento mínimo) no Hashdex Criptoativos Voyager, aproximadamente R$ 100.000 (100%) será investido em criptos diversas (via fundo do índice HDAI).
Esse fundo foi criado para atender a demanda do público de investidores profissionais, que declaram ter mais de dez milhões de reais investidos e querem experimentar investir em criptoativos. 

### Hashdex Criptoativos Explorer
Este fundo aplica até 40% de seus recursos em ativos financeiros emitidos no exterior - em cotas do Hashdex Digital Assets Index Fund (HDAIF) -, e o restante em ativos de alta liquidez atrelados a índices flutuantes, como LFT, compromissadas, casadas, entre outros com retornos similares ao CDI. Por exemplo, se uma pessoa investir R$ 10.000 (investimento mínimo) no Hashdex Criptoativos Discovery, aproximadamente R$ 4.000 (40%) serão investidos em criptos diversas (via fundo do índice HDAI) e cerca R$ 6.000 (60%) serão investidos em produtos semelhantes ao CDI. Ou seja, se o valor das criptos oscilar, a parcela maior, aplicada em renda fixa, oferece uma segurança ao investimento total, pois tem mais liquidez e não é tão volátil.
Esse fundo é configurado nesta proporção para se adequar a demanda de seu público: investidores qualificados, ou seja, que declaram ter mais de um milhão de reais investidos.

### Hashdex Criptoativos Discovery
Este fundo aplica até 20% de seus recursos em ativos financeiros emitidos no exterior - em cotas do Hashdex Digital Assets Index Fund (HDAIF) -, e o restante em ativos de alta liquidez atrelados a índices flutuantes, como LFT, compromissadas, casadas, entre outros com retornos similares ao CDI. Por exemplo, se uma pessoa investir R$ 500 (investimento mínimo) no Hashdex Criptoativos Discovery, aproximadamente R$ 100 (20%) serão investidos em criptos diversas (via fundo do índice HDAI) e cerca de R$ 400 (80%) serão investidos em produtos semelhantes ao CDI. Ou seja, se o valor das criptos oscilar, a parcela maior, aplicada em renda fixa, oferece uma segurança ao investimento total, pois tem mais liquidez e não é tão volátil.
Esse fundo é configurado nesta proporção justamente para se adequar ao seu público: investidores pessoas físicas e jurídicas em geral.